# 大台南公車棕5線
大台南公車棕5線由新營客運營運，為棕支線8條路線之一。起站由新營站出發，經由新營轉運站、鹽水、義竹、南鯤鯓後，終點行駛至好美里，於2021年3月25日由原公路客運7408路改制。

## 歷史
- 2017年1月4日：調整路線行駛，改為行駛民治路、中正路、建國路、南74線至鹽水，裁撤「齊普」至「鹽水」共10站，新增站「南新國中」至「南榮科技大學」共11站。
- 2017年1月4日：新增「義竹仁里」招呼站。
- 2017年11月7日：新增「麗園社區」招呼站。
- 2020年1月16日：原「新營總站」更名為「新營站」，「圓環」站更名為「圓環（第一銀行）」，「三民路口」站更名為「新營醫院」，「南榮科技大學」站更名為「南榮科大」。
- 2020年7月1日：原「齊普」站更名為「新營區停2停車場」。
- 2020年12月25日：新增「新營轉運站」招呼站。
- 2021年3月25日：公路總局同意公路客運7408路經營權移撥給臺南市政府，市府納入棕5支線繼續營運。[3][4]
- 2021年3月25日：新增「中營興業里」招呼站，原「義稠里」站更名為「義中里」。
- 2023年3月10日：原「南鯤鯓」站更名為「南鯤鯓代天府」。

## 路線基本資料
- 全程行車里程數：42.5公里
- 全程行車時間：約80分
- 主要行經主要行駛新營區三民路、復興路、市道172號、鹽水市區道路、縣道163號、台17線

### 停站
參見下方站牌路線圖。

### 配車
- 2013年 一輛HINO RK8JRSA：FAF-511
- 2013年 兩輛TOYOTA COASTER XZB50L ZEMSYR：849-FS、507-U9
- 2014年 一輛HINO RK8JRVA-KJF：506-U9
- 2014年 一輛TOYOTA COASTER XZB50L ZEMSYR：526-U9
- 2015年 一輛DAEWOO BS120SN：629-U9
- 以上為較常行駛車輛，其餘時段亦有他車行駛

### 收費
- 依里程計費，刷卡前8公里免費，轉乘再優惠9元。

## 相關連結
- 新營客運
- 大台南公車
- 大台南公車路線列表

## 外部連結
- 大台南公車棕5線路線圖&時刻表 （页面存档备份，存于）
- 大台南公車 （页面存档备份，存于）
- 新營客運 （页面存档备份，存于）